# Judith Vizuete Recuenco
Judith Vizuete Recuenco (Granollers, 20 de julio de 1995) es una jugadora de balonmano española, que ocupa la posición de central.

## Trayectoria
Formada en el Balonmano Granollers, donde se proclamó campeona con el conjunto catalán de la División de Honor Plata en la 2013-14 (ganando en la final al ASISA Costa del Sol), debutó en 2014 en la máxima competición nacional y fue la máxima goleadora de la Liga Guerreras Iberdrola en la temporada 2018-19, en la que también estuvo nominada para MVP.Este gran año y, a pesar de la oferta de renovación del equipo catalán, decidió salir.
No pasó desapercibida su temporada para el por entonces entrenador nacional, Carlos Viver, que la llamó para el programa ‘Objetivo 2021', aunque no ha llegado a debutar con las Guerreras.
El verano del 2019 fue fichada por el Balonmano Salud Tenerife y, un año después, salió de la liga española, fichando por el CSU Cluj-Napoca rumano.
En 2021 se unió al CS Dacia Mioveni 2012 en Rumanía, un club que luchaba por salvarse de la Liga Florilor MOL y la temporada 2024/2025 lo hizo con el también equipo rumano CS Magura Cisnadiel. Em 2025 se anunció su vuelta a España, a jugar con el KH-7 Bm Granollers.

### Clubes
- 2014-19:  Balonmano Granollers
- 2019-20:  Club Balonmano Salud Tenerife
- 2020-21:  Universitatea Cluj-Napoca
- 2021-24:  CS Dacia Mioveni 2012
- 2024-25:  CS Magura Cisnadiel
- 2025- :  Balonmano Granollers

### Balonmano playa
Compitió en la modalidad de balonmano playa, donde ganó una medalla de bronce en el Campeonato de Europa del 2017 y una cuarta posición en el Campeonato del Mundo de 2018.

## Premios y galardones
- Campeona de España de la división de Honor Plata
- Máxima goleadora de la temporada 2018-19.[14]